# Anaspis cavipalpis
Anaspis cavipalpis es una especie de coleóptero de la familia Scraptiidae.

## Distribución geográfica
Habita en los territorios que antes se llamaban Yugoslavia.